# Ozmózis Jones – A belügyi nyomozó
Az Ozmózis Jones – A belügyi nyomozó (angolul: Osmosis Jones) 2001-es amerikai sci-fi film. A film egyszerre élőszereplős (live-action) és animált. A filmet a Farrelly testvérek rendezték, az animált jeleneteket pedig Piet Kroon és Tom Sito rendezték. Az animált szereplőket Chris Rock, Laurence Fishburne, David Hyde Pierce, William Shatner és Brandy Norwood szólaltatták meg, a live-action jelenetekben pedig Bill Murray, Molly Shannon és Chris Elliott láthatóak.

## Cselekmény
A film története egy családi tragédiát követően személyes higiéniáját elhanyagoló Frank DeTorre (Bill Murray) körül, pontosabban a szervezetében lezajló események körül bonyolódik. Az antropomorf papucsállatkák és sejtek által benépesített világban egy magát Thraxnek nevező vírus jelenik meg, akinek feltett szándéka, hogy 48 órán belül elpusztítsa Frank-et. A különc rendőrnyomozó fehérvérsejtre, Ozmózis Jonesra, valamint társára, a gyógyszerkapszula Drixre vár a feladat, hogy elhárítsák a fenyegetést.

## Szereplők
| Karakter                         | Színész            | Szinkronhang     |
| -------------------------------- | ------------------ | ---------------- |
| Ozmózis Jones (hangja)           | Chris Rock         | Hujber Ferenc    |
| Thrax (hangja)                   | Laurence Fishburne | Hollósi Frigyes  |
| Drix (hangja)                    | David Hyde Pierce  | Kőszegi Ákos     |
| Leah (hangja)                    | Brandy Norwood     | Gubás Gabi       |
| Phlegmming polgármester (hangja) | William Shatner    | Szersén Gyula    |
| Vastagbéli Tom (hangja)          | Ron Howard         | Breyer Zoltán    |
| Rendőrfőnök (hangja)             | Joel Silver        | Papp János       |
| Frank Detomello                  | Bill Murray        | Tahi Tóth László |
| Mrs. Boyd                        | Molly Shannon      | Csere Ágnes      |
| Bob                              | Chris Elliott      | Seress Zoltán    |
| Shane Detomello                  | Elena Franklin     |                  |
| Iskolai gondnok                  | Jackie Flynn       | Kardos Gábor     |
| Osztrigás srác                   | Will Dunn          | Bíró Attila      |
| Sürgősségi doktor                | Zen Gesner         | Welker Gábor     |
| Pincér                           | Kevin J. Flynn     | Kapácsy Miklós   |

## Fogadtatás
2001. augusztus 7-én mutatták be a Grauman's Egyptian Theatre-ben, a nagyközönség előtt pedig 2001. augusztus 10-én mutatkozott be. A film eleinte bukásnak számított, mindössze 14 millió dolláros bevételt hozott a 70 millió dolláros költségvetéssel szemben, de később kultikus státuszt ért el. 2002-től 2004-ig egy animációs sorozat is futott a Kids' WB csatornán Ozzy és Drix címmel.
A Rotten Tomatoes oldalán 55%-ot ért el 108 kritika alapján, 5,5 pontot szerezve a tízből. A Metacritic honlapján 57 pontot kapott a százból, 28 kritikus alapján. A CinemaScore oldalán átlagos értékelést ért el.
A film animált jelenetei pozitív kritikai visszajelzéseket szereztek a cselekmény és a gyors tempó miatt, míg az élőszereplős részek közepes/negatív kritikákat kaptak. A Variety magazin újságírója, Robert Koehler szerint "ez a film a legjobb animációs/élőszereplős film a Roger nyúl a pácban óta". A The New York Times szerint a "humor gyakran szórakoztató, a karakterek pedig szerethetőek." Roger Ebert három csillaggal jutalmazta a filmet a maximális négyből.
Az altesti humora miatt számtalan bírálatot kapott. A Chicago Reader írója, Lisa Alspector szerint a film egy "katartikusan undorító kalandfilm". A TV Guide írója, Maitland McDonagh dicsérte a film animációját és intelligenciáját, de "ízléstelennek" írta le a humorát.
A PORT.hu oldalán 8,9 pontot szerzett a tízből, 38 szavazat alapján. Az IMDb oldalán 6,3 pontot ért el a tízből.